# Eleccions legislatives croates de 2003
Les Eleccions legislatives croates de 2003 es van dur a terme el 23 de novembre de 2003 per a renovar els 151 membres del Sabor croat (140 locals, 8 de les minories, 4 de la diàspora). El partit més votat fou la Unió Democràtica Croata, però no va obtenir prou diputats per a formar govern, i hagué de formar govern amb Centre Democràtic, el partit serbi i el Partit dels Pensionistes. Ivo Sanader fou nomenat primer ministre de Croàcia.

## Distribució dels escons

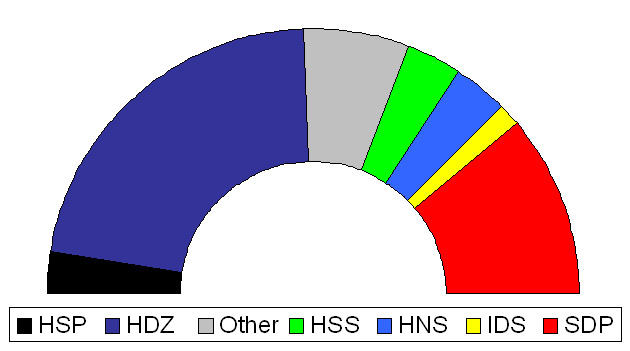
Composició del parlament

## Resultat de les eleccions
Resultats de les eleccions celebrades el 23 de novembre de 2003 al Parlament croat (Hrvatski Sabor)
| Partits i coalicions                                                                | Partits i coalicions                                                                   | Vots      | %    | Escons | %      | Canvi (%) |
| ----------------------------------------------------------------------------------- | -------------------------------------------------------------------------------------- | --------- | ---- | ------ | ------ | --------- |
| Unió Democràtica Croata (Hrvatska demokratska zajednica)                            | Unió Democràtica Croata (Hrvatska demokratska zajednica)                               | 840,692   | 33.9 | 66     | 43.71  | +13,25    |
| Coalition:                                                                          | Partit Socialdemòcrata (Socijaldemokratska partija Hrvatske)                           | 560,593   | 22.6 | 34     | 22.52  | -5,96     |
| Coalition:                                                                          | Assemblea Democràtica Istriana (Istarski demokratski sabor/Dieta democratica Istriana) | 560,593   | 22.6 | 4      | 2.65   | =0        |
| Coalition:                                                                          | Partit dels Demòcrates Liberals (Libra - Stranka liberalnih demokrata)                 | 560,593   | 22.6 | 3      | 1.99   |           |
| Coalition:                                                                          | Partit Liberal (Liberalna stranka)                                                     | 560,593   | 22.6 | 2      | 1.32   | =0        |
| Coalició:                                                                           | Partit Popular Croat (Hrvatska narodna stranka)                                        | 198,781   | 8.0  | 10     | 6.62   | +5.30     |
| Coalició:                                                                           | Aliança de Primorje-Gorski Kotar (Primorsko-goranski savez)                            | 198,781   | 8.0  | 1      | 0.66   | -0.66     |
| Coalició:                                                                           | Partit Croat d'Eslavònia-Baranja (Slavonsko-baranjska hrvatska stranka)                | 198,781   | 8.0  | -      | 0.00   | -0.66     |
| Partit Camperol Croat (Hrvatska seljačka stranka)                                   | Partit Camperol Croat (Hrvatska seljačka stranka)                                      | 177,359   | 7.2  | 10     | 6.62   | -4.64     |
| Coalició:                                                                           | Partit Croat dels Drets (Hrvatska stranka prava)                                       | 157,987   | 6.4  | 8      | 5.30   | +2,65     |
| Coalició:                                                                           | Partit Democràtic de Zagorje (Zagorska demokratska stranka)                            | 157,987   | 6.4  | -      | 0.00   |           |
| Coalició:                                                                           | Partit de Međimurje (Međimurska stranka)                                               | 157,987   | 6.4  | -      | 0.00   |           |
| Coalition:                                                                          | Partit Social Liberal Croat (Hrvatska socijalno liberalna stranka)                     | 100,335   | 4.0  | 2      | 1.32   | -15.24    |
| Coalition:                                                                          | Centre Democràtic Croat (Demokratski centar)                                           | 100,335   | 4.0  | 1      | 0.66   |           |
| Partit Croat dels Pensionistes (Hrvatska stranka umirovljenika)                     | Partit Croat dels Pensionistes (Hrvatska stranka umirovljenika)                        | 98,537    | 4.0  | 3      | 1.99   |           |
| Partit Democràtic Independent Serbi (Samostalna demokratska srpska stranka)         | Partit Democràtic Independent Serbi (Samostalna demokratska srpska stranka)            | -         | -    | 3      | 1.99   |           |
| Coalition:                                                                          | Partit Democràtic Camperol Croat (Hrvatska demokratska seljačka stranka)               | 24,872    | 1.0  | 1      | 0.66   |           |
| Coalition:                                                                          | Centre Democràtic Croat (Hrvatski demokratski centar)                                  | 24,872    | 1.0  | -      | 0.00   |           |
| Coalition:                                                                          | Partit Democràtic Prigorje-Zagreb (Demokratska prigorsko-zagrebačka stranka)           | 24,872    | 1.0  | -      | 0.00   |           |
| Unió Democràtica dels Hongaresos de Croàcia (Demokratska zajednica Mađara Hrvatske) | Unió Democràtica dels Hongaresos de Croàcia (Demokratska zajednica Mađara Hrvatske)    | -         | -    | 1      | 0.66   |           |
| Unió Popular Alemanya (Njemačka narodnosna zajednica)                               | Unió Popular Alemanya (Njemačka narodnosna zajednica)                                  | -         | -    | 1      | 0.66   |           |
| Partit d'Acció Democràtica de Croàcia (Stranka demokratske akcije Hrvatske)         | Partit d'Acció Democràtica de Croàcia (Stranka demokratske akcije Hrvatske)            | -         | -    | 1      | 0.66   |           |
| Independents                                                                        | Independents                                                                           |           |      | 4      | 2.65   |           |
| Total (participació 61,7%)                                                          | Total (participació 61,7%)                                                             | 2,478,967 |      | 151    | 100.00 |           |
| Vots nuls                                                                           | Vots nuls                                                                              | 41,041    |      |        |        |           |
| Vots vàlids                                                                         | Vots vàlids                                                                            | 2,520,008 |      |        |        |           |
| Votants registrats                                                                  | Votants registrats                                                                     | 4,087,553 |      |        |        |           |
| Font: Izbori.hr i IFES.                                                             |                                                                                        |           |      |        |        |           |

## Distribució dels escons de les minories
- Serbis: 3
- Hongaresos: 1
- Italians: 1
- Txecs i Eslovacs: 1
- Austríacs, búlgars, alemanys ètnics, Polonesos, roma, romanesos, rusyns, russos, turcs, ucraïnesos, valacs i jueus: 1
- Albanesos, bosnians, montenegrins, macedonis, eslovens: 1